# 長趾伸筋
長趾伸筋（ちょうししんきん、Extensor digitorum longus muscle）は人間の下肢の筋肉で第2～5趾の伸展を行う。
脛骨外側顆、腓骨頭と腓骨体前縁、下腿筋膜および骨間膜から起こり、筋の腱は外果の高さで4本の細い腱に分かれ第2～5指へ向かい、腱は腱鞘に納まり、前脛骨筋の外側で上伸筋支帯と下伸筋支帯の下を通り第2～5指の指背腱膜で停止する。

(作用)
･第2〜5趾の伸展
･足関節での足の背屈と外反